# 無理は承知で私立探偵
『無理は承知で私立探偵』（むり-しょうち-ハードボイルド）は麻生俊平の小説。角川スニーカー文庫のシリーズ作品。コメディ調ではあるが、ハードボイルド小説へのオマージュがちりばめられている。単行本あとがきの続・付記に於いては、毎回のように富士見書房における筆者の活動について触れている（主に『ミュートスノート戦記』シリーズ最終巻について）が、三巻では二巻あとがきの続・付記に対して読者から批判の手紙がとどき、3巻の続々・付記において謝罪を行っている。
挿絵は中北晃二。

## 主要な登場人物
山田太一郎
主人公。アクアスキュータムのトレンチコートとソフト帽子を身につけたオーソドックスなハードボイルドの探偵スタイルで七篠高校内の空き教室に事務所を構える高校生。
小林由理奈（こばやし ゆりな）
主人公の探偵事務所の押し掛け助手、秘書。バリツを通信講座で習っている。アガサ・クリスティやアーサー・コナン・ドイルなどの探偵小説マニア。
成田美樹
主人公の幼馴染。風紀委員長で授業にも出ない主人公を心配する。
鳳美蘭
七篠高校映画研究会所属の長身の美女。

## シリーズ作品一覧
- 無理は承知で私立探偵（ハードボイルド） ISBN 4044220026
- でたとこ勝負の探偵稼業（マイ・ビジネス）ISBN 4044220034
- 運がよければ事件解決（ザッツ・オーライ）ISBN 4044220042